# Zebra Peak
Zebra Peak är en bergstopp i Antarktis. Den ligger i Östantarktis. Australien gör anspråk på området. Toppen på Zebra Peak är 1 751 meter över havet.
Terrängen runt Zebra Peak är platt åt nordost, men åt sydväst är den kuperad. Terrängen runt Zebra Peak sluttar brant österut. Trakten är obefolkad. Det finns inga samhällen i närheten. 